# Pepperoni
Il pepperoni, abbreviazione di pepperoni sausage, anche detto peperoni, è una varietà di salame originario degli Stati Uniti. Si tratta di un insaccato fatto con carne di maiale e/o di manzo di consistenza soffice, leggermente piccante e affumicato, a grana fine e generalmente di colore rosso vivo.

## Etimologia
Il nome del salume deriva dalla parola inglese che indica il peperoncino, ovvero pepper, essendo la spezia principale usata per prepararlo.

## Storia
Il pepperoni venne creato tra la fine dell'Ottocento e gli inizi del secolo seguente da immigrati italoamericani, basandosi su insaccati piccanti simili prodotti nell'Italia meridionale, come la soppressata. Iniziò poi a diffondersi nei primi decenni del Novecento. Azienda pionieristica nella produzione in massa del pepperoni fu la Armour and Company di Chicago.
Negli anni Cinquanta il dipartimento dell'agricoltura statunitense emise uno standard di identità per il pepperoni.
Il pepperoni gode di grande successo in tutto il Nordamerica e nel Regno Unito e viene spesso consumato con altri prodotti. La sua produzione annuale, pari a 113 milioni di kg, supera la somma di tutti i volumi di salame prodotti in Italia e la pizza che lo contiene è oggi la più consumata negli Stati Uniti.

## Nella cultura di massa
Nell'adattamento italiano di molti film e serie televisive, pepperoni è stato tradotto erroneamente come peperoni, nonostante varie volte fosse chiaramente visibile su schermo che fosse salame, unitamente al fatto che la pizza con i peperoni non è mai stata particolarmente famosa e consumata rispetto a molte altre. Questo errore di adattamento non è mai stato corretto nel tempo.